# Calopteryx
Calopteryx és un gènere d'odonats zigòpters de la família Calopterygidae que compta amb nou espècies distribuïdes per Amèrica del Nord, nord d'Àfrica, Europa i Orient Mitjà. Com altres zigòpters, en descans alineen les seves ales al costat de l'abdomen i els seus ulls estan separats.

## Biologia
Com la resta d'odonats, són hemimetàbols (metamorfosi incompleta) i el seu estadi ninfal és aquàtic. La femella pon ous en l'aigua, de vegades en la vegetació submergida. Les nimfes són carnívores, menjant larves de mosquits, Daphnia i altres organismes aquàtics.
Les brànquies de les nimfes són grans i externes i estan situades al final de l'abdomen. L'adult emergeix i menja mosques, mosquits, i altres insectes petits.

## Taxonomia
- Calopteryx angustipennis
- Calopteryx exul
- Calopteryx syriaca
- Calopteryx splendens
- Calopteryx virgo
- Calopteryx maculata
- Calopteryx aequabilis
- Calopteryx haemorrhoidalis
- Calopteryx hyalina
- Calopteryx xanthostoma